# 王怀俊
王怀俊（1943年—），汉族，中华人民共和国政治人物、第十一届全国政协委员。
加入中国民主建国会，担任中国轻工业总会景德镇陶瓷研究所高级工艺美术师。2008年，当选第十一届全国政协委员，代表中国民主建国会，分入第七组。